# Третьяковская галерея на Кадашёвской набережной
Третьяковская галерея на Кадашёвской набережной — новый корпус Третьяковской галереи, расположенный на Кадашёвской набережной, 12, рядом с историческими зданиями музея в Лаврушинском переулке. Новый музейный корпус спроектирован «Моспроектом-4» и дополнен конкурсным проектом фасадов от архитектурного бюро SPEECH. Строительство длилось с 2014 по 2024 годы.

## История

### Снос исторической застройки Кадашёвской набережной
Застройка Кадашёвской набережной началась при Екатерине II сразу после прокладки Водоотводного канала и представляла собой комплекс двухэтажных построек «сплошной фасадой» — стоящих вплотную и объединённых ритмом аркад первого этажа, где располагались торговые помещения и въезды во внутренние дворы. В советские годы дома № 14, 20 и 26—32 были утеряны, но остальная историческая застройка набережной получила статус объекта архитектурного наследия регионального значения как единый памятник архитектуры XVIII—XIX веков. Фактически здания оказались на пересечении двух охранных зон: основные объёмы вошли в состав охранной зоны № 85 («Кадаш»), а фасады — в охранную зону Московского кремля как памятника всемирного наследия. Последовательный снос оставшихся зданий на набережной начался в 1990-х годах c вступлением на пост мэра Москвы Юрия Лужкова.
Дом № 12 по Кадашёвской набережной, вновь выявленный памятник архитектуры, был снесён в 1994 году по распоряжению мэрии Москвы. Событие вызвало резонанс в архитектурном сообществе, именно тогда на градостроительных заседаниях в адрес Лужкова впервые прозвучали обвинения в вандализме. После обращений граждан действовавший прокурор Москвы Геннадий Пономарёв направил мэру представление с указанием на нарушение законов об охране памятников и требованием устранить нарушения. Лужков проигнорировал требования и в том же 1994 году подписал распоряжения о сносе домов № 16 и 18, палат XVIII века, располагавшихся на углах набережной и Лаврушинского переулка «с целью завершения формирования ансамбля Государственной Третьяковской галереи и прилегающих территорий».
Во второй половине 1990-х годов на месте снесённых домов по Кадашёвской набережной появились их реплики с надстроенными мансардами, а владение № 12 осталось пустовать, зарезервированное под расширение Третьяковской галереи. В 2004 году был представлен первый проект новых зданий музея на Кадашёвской набережной и в Лаврушинском переулке, подготовленный коллективом «Моспроекта-4» под руководством действовавшего президента Союза Архитекторов России Андрея Бокова. Действовавший охранный статус дома № 12 обязывал архитекторов воспроизводить его в новом здании, что дробило архитектурное решение и делало его менее выразительным. В 2006 году Лужков распорядился об исключении снесённого по его решению здания из списка объектов культурного наследия «в связи с фактической утратой», что избавило архитекторов от необходимости оглядываться на его исторический облик.
Единственным зданием на владениях, переданных Третьяковской галерее для расширения, остался дом № 10 — здание Биржевой артели Торгового дома Хлудовых, построенное в 1898 году по проекту архитектора Александра Бирюкова, с надворными постройками середины XIX века. В 2002 году судьба здания уже обсуждалась на градостроительной комиссии, и эксперты приняли решение «сохранить предложенное к сносу строение как представляющее историко-архитектурную ценность и находящееся в удовлетворительном техническом состоянии», однако в 2006 году комиссия под председательством Владимира Ресина вновь изучила здание и признала его подлежащим сносу. В декабре 2007 года московская мэрия выпустила постановление о сносе здания.
Против сноса выступил учреждённый Третьяковской галереей «Центр русской культуры „Кадаш“», занимавший здание Биржевой артели. В июне 2008 года организация направила в Департамент культурного наследия города Москвы заявку на включение дома № 10 по Кадашёвской набережной в перечень вновь выявленных памятников архитекторы на основании историко-культурной экспертизы, проведённой Государственным институтом искусствознания, а затем опротестовала постановление о сносе в суде. «Кадаш» апеллировал к режиму содержания охранных зон, предполагавшему не снос, а сохранение и восстановление домов, и определению Федерального агентства по строительству и жилищно-коммунальному хозяйству, которое признало не соответствующими действительности выводы экспертной комиссии о неудовлетворительном состоянии здания, на основании которых и было принято решение о сносе.
В марте 2009 года Департамент культурного наследия рассмотрел вопрос о статусе дома № 10 по Кадашёвской набережной, но присвоил ему статус «объекта историко-градостроительной среды», не накладывающий значительных охранных обязательств. Это послужило основанием для последовавшего отказа в рассмотрении обращения о признании здания памятником, направленного в департамент в декабре 2009 года и включавшего акт историко-культурной экспертизы, подготовленный архитекторами-реставраторами Виктором Виноградовым, Иваном Кроленко и Игорем Русакомским. 16 декабря Объединение административно-технических инспекций выдало Третьяковской галерее ордер на снос здания, и к вечеру 17 декабря здание было полностью разрушено.

### Строительство
Закладной камень нового корпуса Третьяковки (как заявление прав галереи на место) появился тут в середине 1990-х после сноса двухэтажных строений XVIII—XIX веков. Первые эскизы бюро «Моспроект-4» представило в 2004 году, но фактически проект начал реализовываться десятью годами позже.
Строительство нового здания Третьяковской галереи планировалось начать в 2007 году, но начало работ неоднократно откладывалось, а после назначения Ирины Лебедевой генеральным директором музея в 2009 году концепция здания изменилась и проекту «Моспроекта-4» потребовалась доработка. В 2012 году музей провёл конкурс на корректировку проектной документации и разработку дизайн-проекта, который выиграла компания «Зарубежпроект», дочернее предприятие «Главзарубежстроя» — крупного строительного подрядчика Министерства иностранных дел. По свидетельству участников первых рабочих встреч, представления Третьяковской галереи и нового подрядчика о процессе разработки дизайн-макета принципиально разнились, но музею удалось договориться о проведении отдельного коммерческого конкурса на разработку фасадов нового здания.
Закрытый конкурс был организован в мае—июне 2013 года Комитетом по архитектуре и градостроительству под патронажем попечительского совета Третьяковской галереи и поддержке главного архитектора Москвы Сергея Кузнецова. На всём протяжении конкурса имена семи компаний-участников держались в секрете, и жюри выбирало из работ, обозначенных цифровыми кодами. Победителем конкурса стала архитектурная мастерская «SPEECH Чобан & Кузнецов» под руководством Сергея Чобана. Летом 2014 года «Главзарубежстрой» выиграл конкурс на строительство нового корпуса Третьяковской галереи по дополненному проекту «Моспроекта-4» с разработанными SPEECH фасадами. Завершение работ было запланировано на 2018 год. В 2019 году Зельфира Трегулова объявила, что сроки сдвинуты на 2022 год. Строительство здания было завершено весной 2024 года; 21 мая галерея приняла первых посетителей.

### Аресты и отставки
В 2011 году первый заместитель генерального директора Третьяковской галереи Олег Беликов был задержан по подозрению в хищении 87 миллионов рублей, совершённого в 2008 году на посту генерального директора ГУП «Генеральная дирекция Западного административного округа», за год до перехода на работу в музей. В декабре 2014 года Московский городской суд осудил Беликова на 5 лет заключения. Ранее представители московского градозащитного сообщества упоминали связь Беликова со сносом здания Биржевой артели, а в анонимном письме о коррупции в музее, адресованном министру культуры Александру Авдееву, Беликов упоминался в контексте махинаций при проведении ремонтных работ в Третьяковской галерее. В феврале 2013 года генеральный директор Третьяковской галереи Ирина Лебедева была отправлена в отставку по инициативе Министерства культуры. Источники издания The Art Newspaper Russia связали отставку со строительством нового здания музея на Кадашёвской набережной, завышенную стоимость которого раскритиковала глава Счётной палаты Татьяна Голикова. Однако в 2020 году было объявлено, что в проект бюджета РФ на 2021—2023 годы заложены ещё 2,4 млрд рублей на строительство нового комплекса.

### Выставочная деятельность
30 октября 2024 года Третьяковская галерея открыла первую выставку в новом корпусе — «Передвижники».

## Архитектура

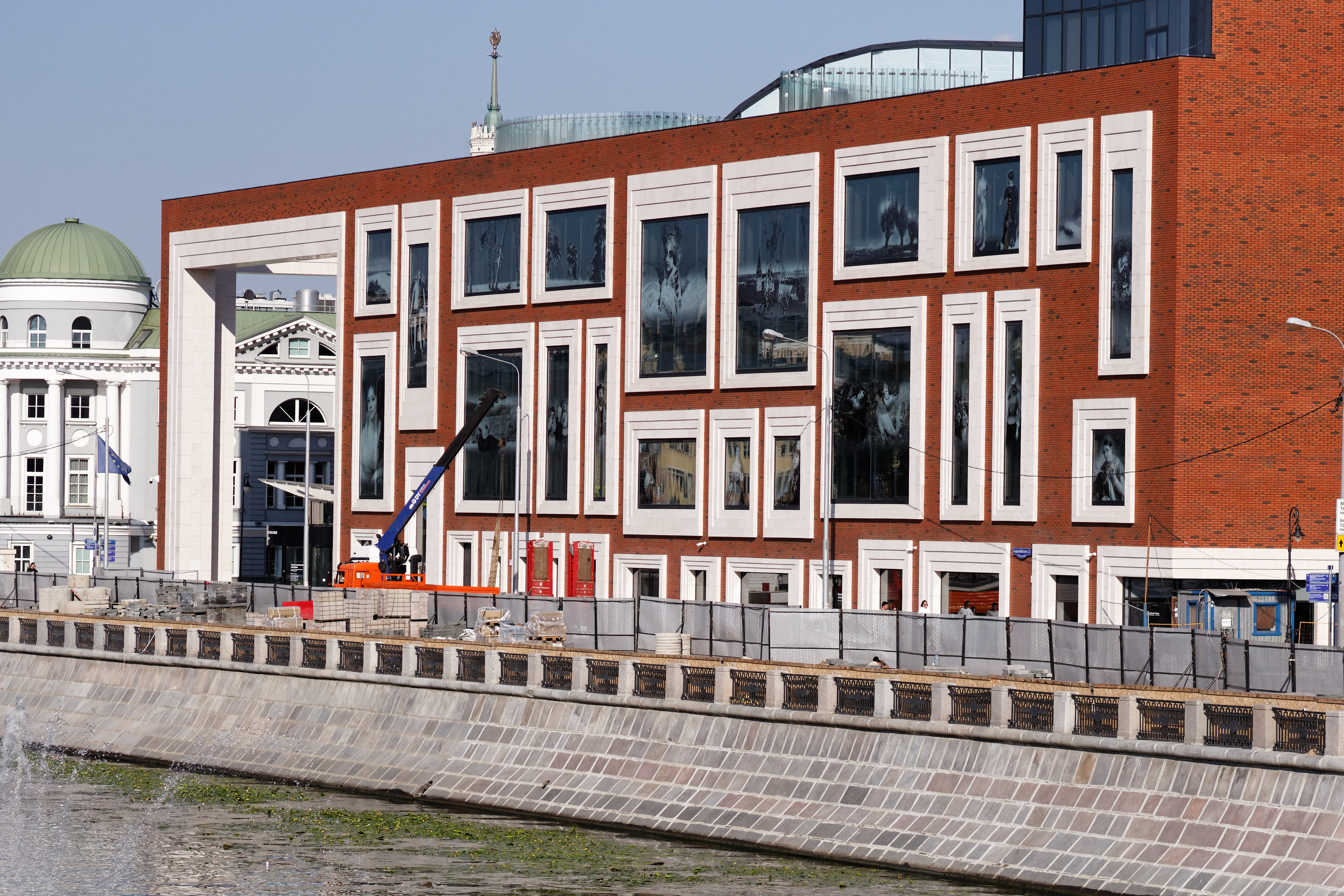

По проекту новый корпус Третьяковской галереи получит переменную высоту в 4—5 этажей. Общая площадь здания составит 35,1 тысячу м², выставочная площадь — около 9 тысяч м². В здании планируется разместить хранилища архивных документов, мастерские для реставрации масляной живописи, скульптуры и графики, конференц-залы и служебные помещения. По диагонали от пересечения Кадашевской набережной и Лаврушинского переулка здание прорежет пешеходный атриум с проходами в выставочные залы, многофункциональный зал для лекций и культурных мероприятий, конференц-зал, магазины и кафетерии, расположенные на каждом этаже. Для перемещения между этажами в здании будут предусмотрены эскалаторы, а перейти в другие корпуса Третьяковской галереи гости смогут по остеклённому переходу.
Разработанные архитектурной мастерской SPEECH фасады будут выполнены из красного кирпича с белыми декоративными элементами. Основным мотивом фасадов, по определению архитекторов, стала картинная рама, форма которой повторяется во входной группе и окнах, размещённых методом «шпалерной развески», характерной для музеев старого типа. Также архитекторы обыграли мотив картинной рамы во внешнем остеклении здания, на которое с плавным затуханием нанесены фрагменты наиболее известных картин из собрания галереи. По оценке главного архитектора Москвы Сергея Кузнецова, проект SPEECH в наибольшей степени соответствовал высказанным в рамках конкурса пожеланиям: он уважительно относится к культурному контексту, не мимикрирует под историческую архитектуру и выглядит современно, а также узнаваем как часть Третьяковской галереи благодаря цвету, материалам и характеру архитектуры.